# Baudinard-sur-Verdon
 Baudinard-sur-Verdon  es una población y comuna francesa, en la región de Provenza-Alpes-Costa Azul, departamento de Var, en el distrito de Brignoles y cantón de Aups.

## Demografía
| 88 | 40 | 37 | 49 | 67 | 120 | 146 |
| Para los censos de 1962 a 1999 la población legal corresponde a la población sin duplicidades (Fuente: INSEE [Consultar]) |    |    |    |    |     |     |